# Álvaro Pires de Sotomaior
Álvaro Pires de Sotomaior (1310 -?) foi um nobre do Reino de Castela, senhor de Soutomaior no município da Espanha na província de Pontevedra, comunidade autónoma da Galiza,

## Relações familiares
Foi filho de Pedro Álvares de Sotomaior (1290 -?) e de Elvira Anes Marinho (c. 1290 -?). Casou com Inês Anes de Castro (c. 1310 -?), filha de João Fernandes de Castro (1275 -?), senhor do Castelo de Fornelos e de Rica Fernandes Torrichão (1280 -?), de quem teve:
1. Fernando Anes de Sotomaior (1330 -?) casou com Maria Anes da Nóvoa (c. 1310 -?) filha de João Pires da Nóvoa (1280 -?) e de D. Beatriz Gonçalves Raposo (c. 1280 -?),
2. Gracia Mendes,
3. Pedro Mendes Sotomaior,
4. Pedro Sored,
5. João Fernandes